# 서부산 요금소

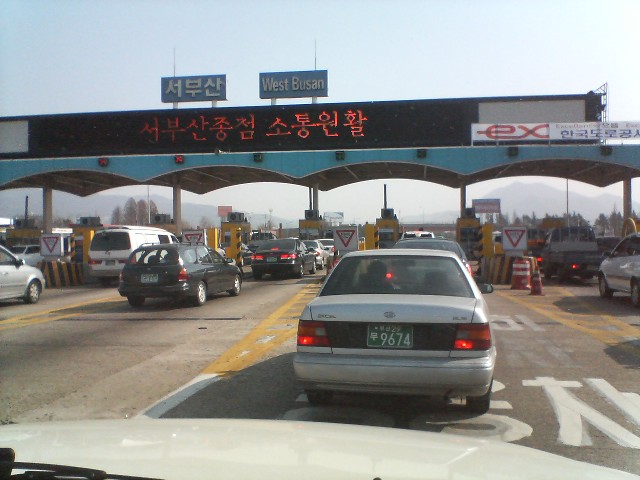
서부산 요금소 (이설 전)

서부산 요금소(W.Busan TG)는 경상남도 김해시 수가동과 부산광역시 강서구 범방동에 걸쳐 위치한 남해고속도로제2지선 본선 상의 요금소이다. 가락 나들목에서 서쪽으로 2km 떨어진 곳에 있다.
1981년 9월 4일 남해고속도로제2지선 전 구간 개통과 함께 영업을 시작했으며, 개통 당시에는 부산광역시 북구 대저동 (현 강서구 남해2지선고속도로 17, 서부산 나들목 인근)에 위치하고 있었고, 서부산 나들목의 김해방향 진입 전용 요금소 역할도 병행하고 있었으나, 이 요금소에 설치된 게이트는 당시 10개에 불과해 이미 1990년대부터 극심한 정체에 시달려 요금소의 이전 요구가 있어왔다. 부산광역시는 이 때문에 1996년 1월부터 경상남도 김해시 장유면 응달리 (현 장유동) 일대 (부산기점 8.2km지점)로 이전을 추진했지만 인근 주민들이 반대해 차질을 빚었으며, 2007년이 돼서야 장유면 수가리 (현 수가동) 일대로 이전하는 것으로 합의했다. 이후 2008년 12월 남해고속도로제2지선 확장 공사와 함께 착공하여 2014년 10월 1일 기존 요금소에서 7.2km 떨어진 경상남도 김해시 수가동과 부산광역시 강서구 범방동으로 이설되었으며, 이와 동시에 요금소 내에 다차로 하이패스 시스템이 도입되었다. 현재 가락 나들목의 부산방향 진출 전용 요금소 역할도 병행하고 있으며, 이 때 서부산 요금소 가장 맨 끝 3차선을 이용한다. 이후 기존 요금소 부지에는 서부산휴게소가 2020년 말 착공되어 2022년 7월 8일 신설 개장되었다.

## 연혁
- 1981년 9월 4일 : 부산마산고속도로 개통과 함께 부산광역시 북구 대저동에서 영업 개시[5]
- 2008년 12월 : 남해고속도로제2지선 확장 공사와 요금소 이설 공사 착공
- 2014년 9월 12일 : 이설 요금소 완공
- 2014년 10월 1일 : 요금소를 김해 방향 7.2km 떨어진 지점으로 이설 및 다차로 하이패스 시스템 도입

## 교통량 정보
'서부산'은 본선 이용 차량, '가락2'는 가락 나들목 부산방향 진출 차량의 수이다.
| 요금소          | 통행량 (대/일) | 통행량 (대/일) | 통행량 (대/일) | 통행량 (대/일) | 통행량 (대/일) | 통행량 (대/일) | 통행량 (대/일) | 통행량 (대/일) | 통행량 (대/일) | 통행량 (대/일) | 각주  |
| 요금소          | 2001년         | 2002년         | 2003년         | 2004년         | 2005년         | 2006년         | 2007년         | 2008년         | 2009년         | 2010년         | 각주  |
| --------------- | -------------- | -------------- | -------------- | -------------- | -------------- | -------------- | -------------- | -------------- | -------------- | -------------- | ----- |
| 서부산 (폐쇄식) | 37,760         | 38,823         | 40,119         | 40,119         | 39,939         | 38,658         | 40,261         | 40,155         | 41,062         | 41,687         | [ 6 ] |
| 요금소          | 2011년         | 2012년         | 2013년         | 2014년         | 2015년         | 2016년         | 2017년         | 2018년         | 2019년         |                | [ 6 ] |
| 서부산 (폐쇄식) | 41,296         | 39,876         | 39,818         | 37,538         | 30,951         | 31,338         | 32,051         | 30,524         | 29,764         |                | [ 6 ] |
| 가락2 (폐쇄식)  | 미개통         | 미개통         | 미개통         | 4,782          | 5,028          | 4,827          | 2,685          | 1,710          | 1,543          |                | [ 6 ] |